# Laurinda Santos Lobo
Laurinda Mangini dos Santos Lobo, nascida Laurinda Murtinho Mangini (Cuiabá, 4 de maio de 1878 — Rio de Janeiro, 16 de julho de 1946) foi uma célebre socialite, herdeira multimilionária e mecenas da Belle Époque carioca, conhecida como “A Marechala da Elegância”, que costumava reunir intelectuais e artistas nas dependências de sua antiga residência, o Palacete Murtinho, erguido entre 1898 e 1902 no bairro de Santa Teresa, na cidade do Rio de Janeiro, cujos salões testemunharam transformações artísticas e políticas no país. Laurinda Santos Lobo era uma dama da alta sociedade carioca e herdeira da riquíssima e poderosa família Murtinho, que dividia-se entre a cidade do Rio de Janeiro e Paris. Desde o Império o clã Murtinho dominava o atual estado do Mato Grosso do Sul (que seria desmembrado do estado do Mato Grosso somente em 1979). Seu avô, o médico baiano José Antônio Murtinho, foi presidente da província do Mato Grosso no período imperial. Com Laurinda morava também seu tio, Joaquim Murtinho, que foi senador pelo Mato Grosso de 1890 a 1896 e de 1902 a 1911, ministro de Viação e Obras Públicas no governo Prudente de Morais, ministro da Fazenda no governo Campos Salles, médico de figuras importantes da época (como a princesa Isabel e o marechal Deodoro), políticos de renome e pessoas influentes na cidade. Seu tio Joaquim Murtinho foi também presidente do Banco Rio e Mato Grosso até 1896, instituição financeira que teve como um de seus fundadores seu outro tio, Francisco Murtinho, presidente do referido banco a partir de 1897. Outro tio seu, José Antônio Murtinho, foi senador pelo Mato Grosso de 1912 a 1930, e ainda seu outro tio, Manuel José Murtinho, foi ministro do Supremo Tribunal Federal de 1897 a 1917 e governador do Mato Grosso de 1891 a 1895. Laurinda nasceu em 1878 na cidade de Cuiabá e era herdeira da Companhia Matte Larangeira, que chegou a produzir erva-mate em mais de cinco milhões de hectares arrendados. A Companhia Matte Larangeira tinha o capital de 15.000 (quinze mil) ações, das quais 14.540 (quatorze mil, quinhentas e quarenta) ações pertenciam ao Banco Rio e Mato Grosso, controlado pela família Murtinho. Exerceu ao longo da vida diversas atividades de mecenato, e chegou a presidir o conselho da Federação Brasileira pelo Progresso Feminino. Em sua homenagem Villa-Lobos compôs a peça Quattour - impressões da vida mundana. Alcunhada a "Princesa dos Mil Vestidos" pelo prestigiado cronista e colunista social João do Rio, Laurinda usava safiras negras se trajasse preto, rubis da Birmânia se vestisse vermelho e esmeraldas se trajasse verde.
Seu casarão foi durante a década de 1920 o ponto de encontro do Modernismo no Rio de Janeiro, e um dos pontos mais badalados da vida cultural carioca durante as duas próximas décadas, sendo um local de festas que reuniam famosos e figuras proeminentes da época, como Villa-Lobos, Tarsila do Amaral e a bailarina Isadora Duncan, até a morte da anfitriã. Hoje o local abriga o Parque das Ruínas.
Já o Centro Cultural Municipal Laurinda Santos Lobo foi criado em 1979 por sugestão de um grupo de moradores do bairro carioca de Santa Teresa. Apesar do centro cultural receber o nome da principal mecenas do bairro, Laurinda nunca morou no casarão. A homenagem aconteceu em um período em que sua antiga residência, que abriga atualmente o Centro Cultural Municipal Parque das Ruínas estava abandonada. No espaço acontecem  exposições e projeções fotográficas, oficinas de dança e de música, apresentações teatrais, atividades infantis, recitais de piano e eventos diversos ao ar livre.

## Biografia
Laurinda nasceu em Cuiabá no dia 4 de maio de 1878, era filha de Thiago José Mangini e Leonor Murtinho Guimarães. Órfã de pai, seria criada pelo tio Francisco Murtinho, irmão de sua mãe. Especula-se que tenha sido criada em Paris, mas isso não foi provado. Aos 16 anos vai morar em Santa Teresa, na época o bairro mais aristocrático do Rio de Janeiro. E aos 18 anos se casa com o negociante Hermenegildo Santos Lobo, passando a adotar o sobrenome do marido. Em 1911, Laurinda abre seu salão no Palacete Murtinho, e herda a Companhia Matte Larangeira. Era considerada pela sociedade como uma mulher muito elegante, e chamada de “parisiense de Saint-Germain” e “A Marechala da Elegância”. O Salão de Laurinda foi durante a década de 20 um ponto de encontro do Modernismo brasileiro. Organizava muitos bailes, e reuniões lítero-musicais com os músicos e poetas aos quais ajudava financeiramente. Villa Lobos era um dos seus protegidos, e foi ela quem financiou sua projeção na capital francesa, em 1924.
Seu aniversário era um evento anual concorrido em Santa Teresa, e dois presidentes da república participavam dos encontros: Nilo Peçanha e Epitácio Pessoa. Ela possuía um apartamento em Paris, na Place de la Madeleine 9, no 8.° arrondissement, e ali passava dois meses por ano entre Outubro e Abril, onde continuava o seu "Salão", recebendo brasileiros e franceses. Durante a guerra seu salão teve menos encontros, e ela se dedicou mais aos negócios da família, inicialmente ajudada pelo marido. Após a morte deste, em 1941 ela assume momentaneamente os negócios sozinha, mas logo entrega a responsabilidade ao sobrinho, Amauri Santos Lobo.
Laurinda morre em 16 de julho de 1946, sem deixar filhos. Em seu testamento deixa a casa para a Sociedade Homeopática que nunca chegou a tomar posse do bem.  Depois, o local foi abandonado e invadido, saqueado e ocupado por moradores de rua e até mesmo por traficantes de drogas. Há relatos de que até as maçanetas, que eram feitas de ouro, formam roubadas nesse período de abandono, assim como o seu valoroso piano. O fato, indescritível e lamentável, é que os Murtinho e os Santos Lobo - uma numerosa parentela de Laurinda - foram negligentes em relação a seu patrimônio  - em especial nada fizeram para salvaguardar o casarão de Santa Teresa. Episódio de triste desmemória. Apenas décadas depois, ainda sem qualquer iniciativa por parte de seus familiares, houve uma interferência dos poderes públicos para recuperar algo do passado. Em 1993, o Governo do Estado do Rio de Janeiro tombou o que sobrava da propriedade e, em 1997, foi inaugurado no local o Parque das Ruínas. As ruínas apresentam hoje um estilo que mistura tijolos aparentes, combinados com estruturas metálicas e estruturas em vidro.